# Juan Fernández Bazán
Juan Fernández Bazán (mort el 4 de març de 1826) va ser un polític i militar espanyol del segle xix d'ideologia liberal. Durant el Trienni Constitucional (1820-1823) va ser coronel de l'exèrcit destinat a Alacant i el 27 de setembre de 1823 va participar en l'acció de represàlia reialista contra Elx. Després de l'arribada dels Cent Mil Fills de Sant Lluís va haver d'exiliar-se a l'estranger.
Amb el seu germà Antonio intentaren organitzar unes guerrilles al Baix Vinalopó i un desembarcament per la platja de Tamarit, però la forta repressió de les autoritats en 1825 els obligà a ajornar el pla. La nit del 18 al 19 de febrer de 1826 ell i el seu germà van desembarcar amb 60 homes a Guardamar on van fer un pronunciament i proclamaren la Constitució espanyola de 1812. Però uns veïns de Rojals alertaren al governador d'Oriola, Antonio Salinas de Orellana, qui juntament amb el bisbe Félix Herrero y Valverde van organitzar una partida de voluntaris reialistes que s'enfrontaren als desembarcats a la Serra de Crevillent. Fet presoner el 22 de febrer. Dut a Alacant amb 29 dels supervivents, fou condemnat a mort i afusellat a Oriola el 2 de març de 1826.